# Маттене, Адриен
Адрие́н Маттене́ (фр. Adrien Mattenet; род. 15 октября 1987, Обонн, Франция) — французский теннисист, участник летних Олимпийских игр 2012 года, чемпион Европы 2010 года и серебряный призёр Европейских игр 2015 года в командах.

## Спортивная биография
На юниорском уровне главным достижением в карьере Маттене стала победа на юниорском чемпионате Европы 2005 года и выход в 1/8 финала чемпионата мира 2005 года. С 2006 года молодой французский теннисист стал выступать на турнирах под эгидой ITTF. В 2008 и 2009 годах Маттене в паре с Эммануэлем Лебессоном становился бронзовым призёром в парном разряде в финале мирового Про-тура ITTF. В 2009 году Адрьен стал победителем Средиземноморских игр в командном турнире. В 2010 году сборная Франции с Адрьеном в составе выиграла бронзу европейского первенства в чешской Остраве.
На летних Олимпийских играх 2012 года в Лондоне Маттене выступил только в одиночном разряде, поскольку сборная Франции не смогла пройти квалификационный отбор к Играм. Своё выступление Маттене, посеянный 14-м, начал сразу с третьего раунда, где в 4-х партиях уступил натурализованному австрийцу Чэнь Вэйсину и выбыл из дальнейшей борьбы за олимпийские медали. В 2015 году Маттене стал серебряным призёром первых Европейских игр в Баку в составе сборной Франции.

## Достижения

### Игровые
Командный турнир
- Чемпион Европы: 2010; (в составе сборной Франции);
- Серебряный призёр Европейских игр: 2015; (в составе сборной Франции);
- Чемпион Средиземноморских игр: 2009; (в составе сборной Франции);

## Клубы
- Бошан
- 2009 — 2012  Понтуаз
- 2012 — 2014  Плюдерхаузен
- 2014 — н.в.  Саарбрюккен